# Aghmeshti
Aghmeshti är ett vattendrag i Armenien. Det ligger i den sydöstra delen av landet, 120 kilometer sydost om huvudstaden Jerevan.
Trakten runt Aghmeshti består i huvudsak av gräsmarker. Runt Aghmeshti är det ganska glesbefolkat, med 42 invånare per kvadratkilometer.